# Drosera glanduligera
Drosera glanduligera este o specie de plante carnivore din genul Drosera, familia Droseraceae, ordinul Caryophyllales, descrisă de Johann Georg Christian Lehmann.
Este endemică în South Australia. Conform Catalogue of Life specia Drosera glanduligera nu are subspecii cunoscute.

## Galerie

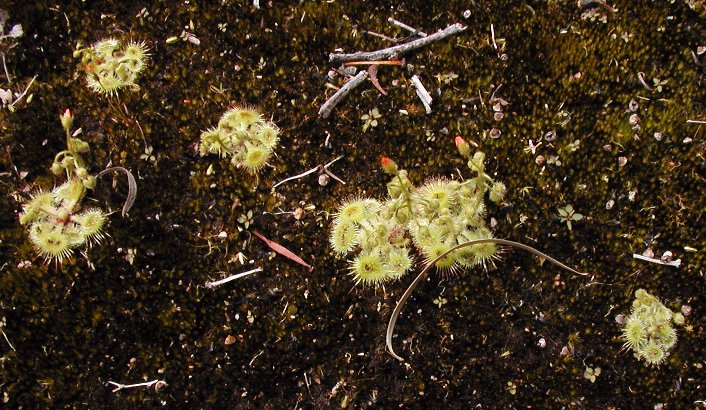
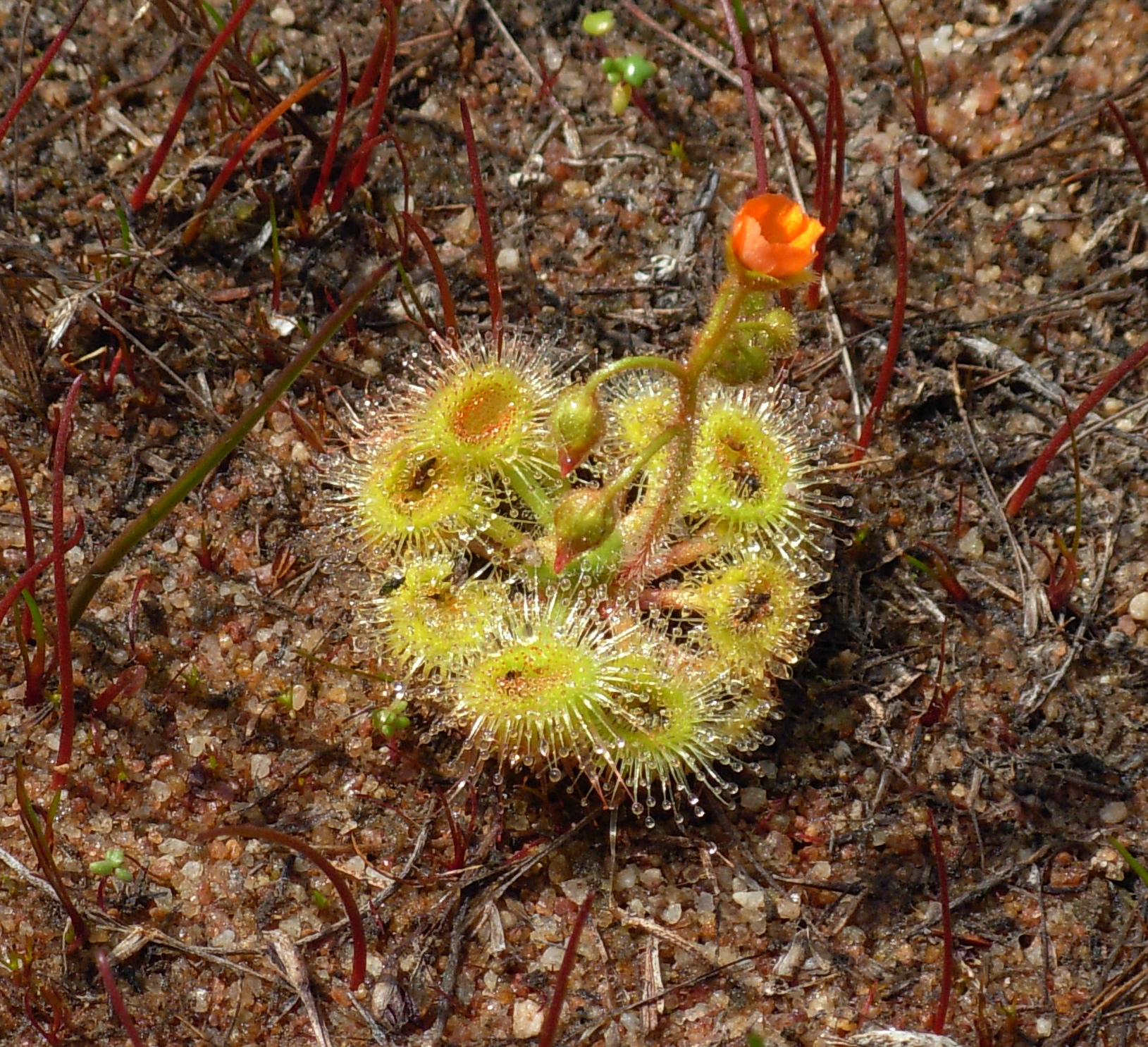